# 仓埠街道
仓埠街道位于武汉市新洲区西北部，版图面积为170平方公里，辖61个村、5个社区，人口9.14万。政府驻仓埠。

## 交通
此街道办事处辖区临近倒水河，丰水期可通航。汉施公路及武汉外环线经过该地区。南部近十公里处为空军阳逻机场。

## 下辖地区
方杨、文化路、武滨路、骑龙街、周铺、项山、毕铺、五云、莲花、东岳、马鞍、汪家坡、陡坡、永乐、康乐、西湖、方杨、宝店、林岗、前湾、丛林、周昭、吴胜、胡彰、漳泗、方院、罗院、林埠、杨岔、冯集、上店、高陈、上岗、五峰、叶岗、靠山、三山、井山、陶山、孙岗、段岗、林江、柳茂咀、陶家庄、蔬菜、茶店、墩塘、松林湾、范咀、福临、丰乐寺、周铺、洪山、盛咀、金岗、蔡墩、杨咀、甘庙、蔡岗、独屋、凉亭、陈堰、杨裴、宋咀、南湖、陶岗。其中政府驻地为仓埠。